# Ракетка для настольного тенниса

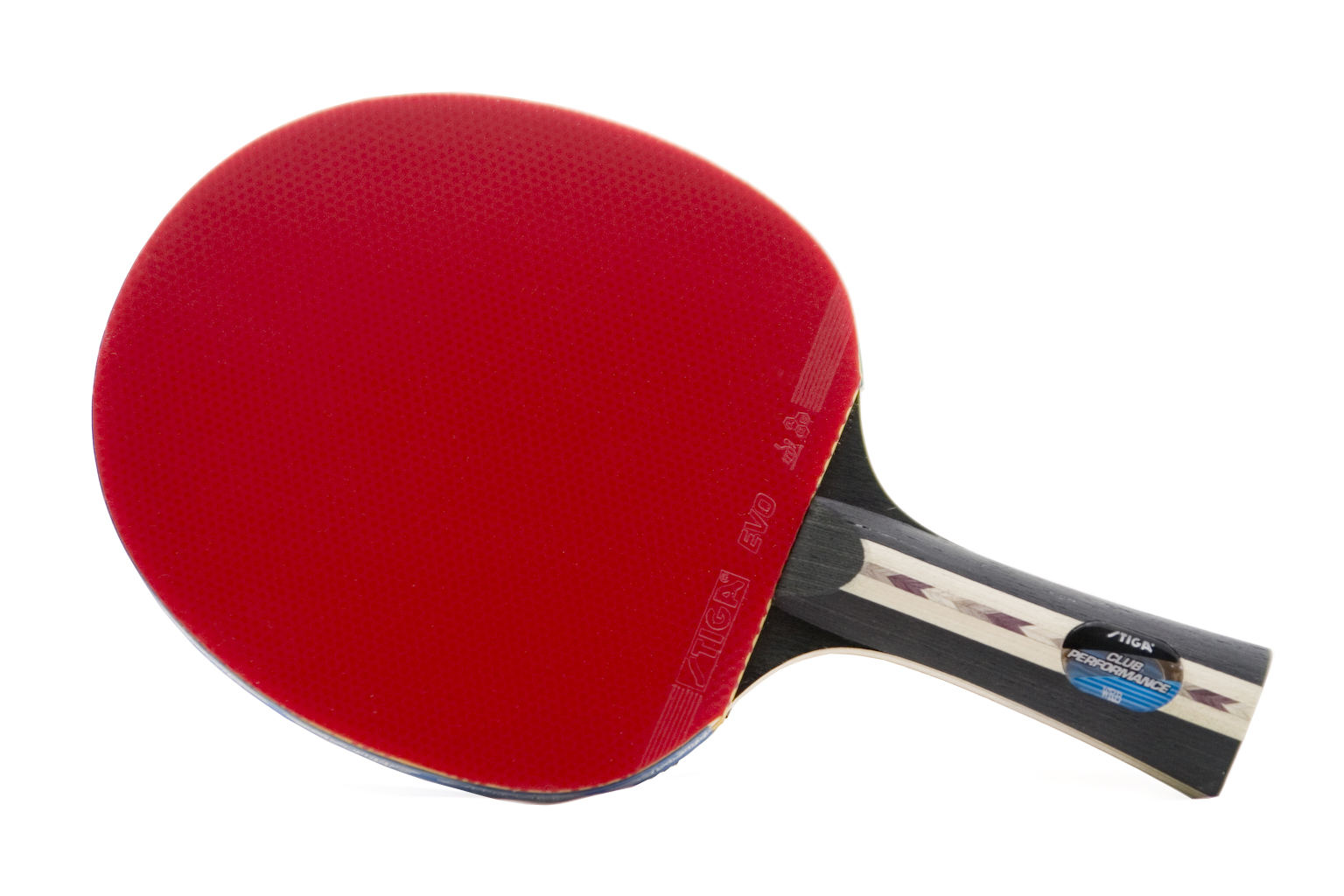
Table tennis racket

Раке́тка — инвентарь, используемый в настольном теннисе (пинг-понге). Ракетка состоит из деревянного основания (blade) и двух наклеиваемых на него накладок (rubber). Любительские ракетки продаются в готовом виде, однако для серьёзных занятий настольным теннисом все три составные части  подбираются индивидуально.

## Накладки
Большинство современных накладок выполнены в виде «сэндвича» — из склеенных между собой губчатого материала (нижний слой) и резинового верхнего слоя красного или чёрного цвета. От характеристик этих материалов зависят характер игры и способность выполнять те или иные удары.

## История
В период зарождения настольного тенниса в XIX веке ракетки не стандартизировались — они были и со струнами, и с длинной ручкой (что обусловлено изрядным весом тогдашних мячей), а в качестве накладок применялись кожа, пергамент, велюр, пробка, позднее — наждачная бумага и резина.